# Blood II: The Chosen
Blood II: The Chosen is een computerspel ontwikkeld door Monolith Productions en gepubliceerd door GT Interactive voor Windows. De first-person shooter verscheen in de VS op 25 november 1998 en in Europa in 1998.

## Plot
Het verhaal speelt zich af in 2028, honderd jaar later na de gebeurtenissen in voorganger Blood. Caleb zocht jarenlang naar een manier om zijn vrienden opnieuw tot leven te wekken, die zijn gedood door de kwaadaardige Cabal in het eerste spel. De Cabal heeft inmiddels een globale megacorporatie opgericht, die haar economische invloed gebruikt om de wereldpopulatie te sturen. Gideon, leider van de Cabal, wil de god Tchernobog weer tot leven wekken om zo Caleb uit de weg te ruimen.

## Gameplay
De gameplay van Blood lijkt op dat van het spel Doom. De speler moet schakelaars en/of sleutels zoeken om naar de volgende level te gaan. Aan het begin van het spel kiest de speler een personage om mee te spelen.
Het spel is verdeeld in meerdere hoofdstukken. Er zijn 17 wapens te gebruiken, die zowel een primaire als secundaire vuurstand hebben. In het levels zijn verschillende power-ups te vinden, die variëren van extra leven, stealth of extra vuurkracht.

## Ontvangst
| Beoordeeld door         | Score |
| ----------------------- | ----- |
| PC Zone                 | 8,8   |
| Game Revolution         | 8,3   |
| Computer Games Magazine | 8,0   |
| GameSpot                | 7,4   |
| Jeuxvideo               | 7,0   |
| IGN                     | 6,2   |